# Tetraonyx clythroides
Tetraonyx clythroides es una especie de coleóptero de la familia Meloidae.

## Distribución geográfica
Habita en Argentina y Brasil.